# Luis Berríos
Luis Manuel Berríos Castillo (Tela, Honduras; 15 de mayo de 1992) es un futbolista de nacionalidad hondureña. Juega de delantero, su primer equipo fue el Club Deportivo Marathón. Actualmente juega en el Club Deportivo Marathón de Honduras.

## Clubes
| Club                    | País     | Año             |
| ----------------------- | -------- | --------------- |
| Club Deportivo Marathón | Honduras | 2012 - Presente |